# 驢鼠
驢鼠是中国传说的妖怪，记载于《搜神记·卷三》 并描述其身体灰色，体型大的像水牛，脚像大象但腿短。
《神異經》也有记载，并提到驢鼠出现在宣城，也大如水牛灰色。。

## 参看
中国妖怪列表